# Pandoco
Pandoco è un eroe minore della mitologia greca. 
Nell'Iliade di Omero compare infatti solo una volta, nel Libro XI.
Eroe troiano, combatté nelle file dell'esercito impegnato alla difesa delle mura della città di Troia durante il lungo assedio.
Fu assassinato da Aiace Telamonio, definito nel poema il “più alto tra gli achei”.
(Iliade, libro XI)